# Phyllodonta sarukhani
Phyllodonta sarukhani là một loài bướm đêm trong họ Geometridae.